# Charentais

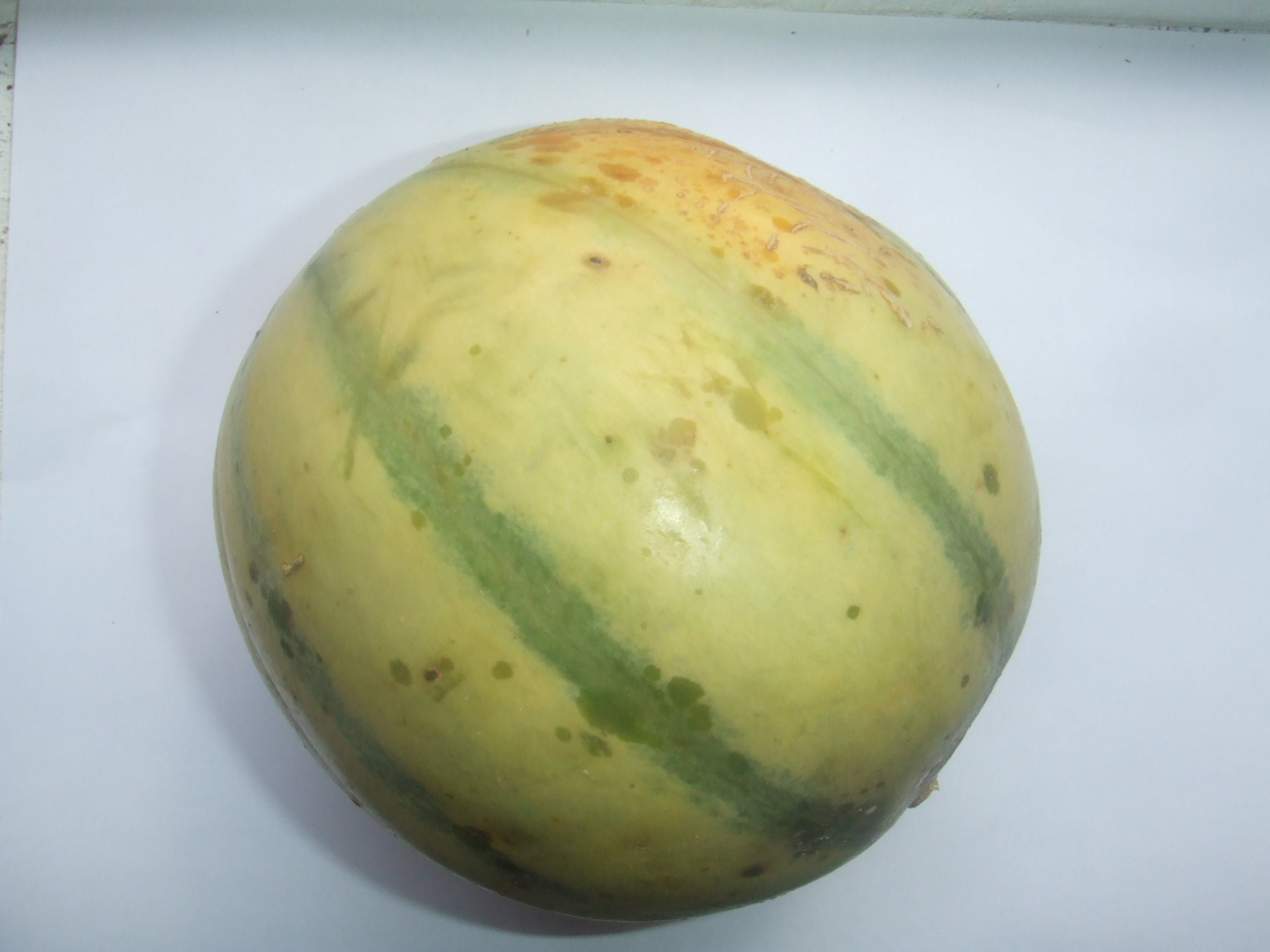
Charentais

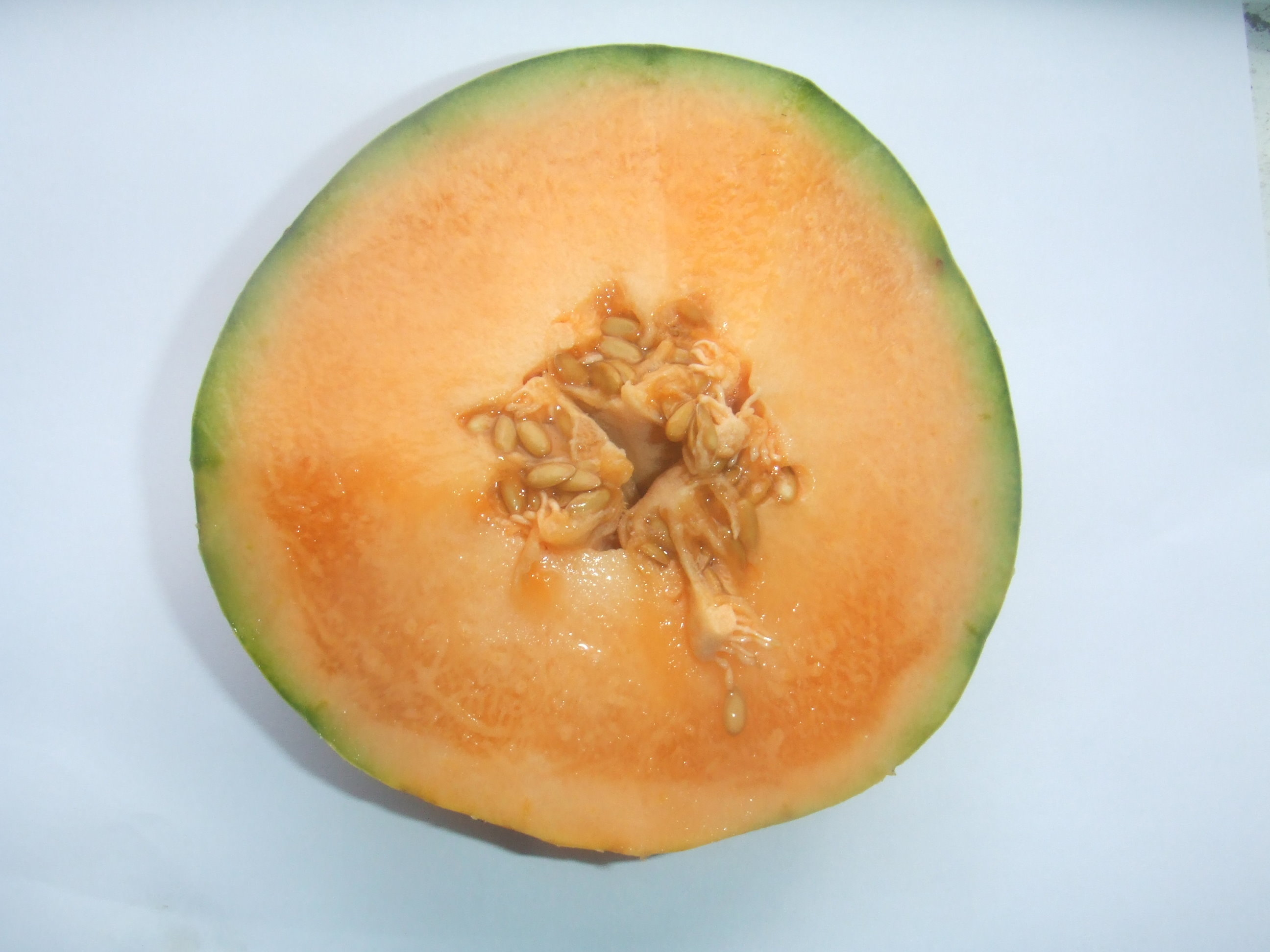
Doorsnede

De charentais of cavaillon is een vooral in Frankrijk en Spanje gekweekte meloen van het cantaloupe-type. De vruchten hebben meestal een iets afgeplatte bolvorm en wegen circa 1 kg. De schil is lichtgroen tot crème van kleur met een ondiepe segmentverdeling. Tussen de segmenten lopen donkergroene strepen. Het vruchtvlees is oranje van kleur, zeer sappig en aromatisch. De vrucht bevat in het midden vele, lichtbruine zaden
De houdbaarheid is beperkt. Binnen een week na de oogst is de charentais nog geschikt voor consumptie.
De aanvoer van de charentais vindt plaats tussen maart en oktober.